# 基斯甸·達里奧·艾華利斯
基斯甸·達里奧·艾華利斯（西班牙語：Cristian Darío Álvarez，1985年11月13日—），阿根廷足球運動員，目前效力於西乙球隊薩拉戈薩，司職守門員。

## 外部連結
- 愛斯賓奴官方檔案（页面存档备份，存于） （英文）
- 阿根廷聯賽數據 （西班牙文）
- BDFutbol檔案（页面存档备份，存于） （英文）
- Transfermarkt檔案 （页面存档备份，存于） （英文）
- Guardian Stats Centre （英文）